# Ignacio Pinazo Camarlench

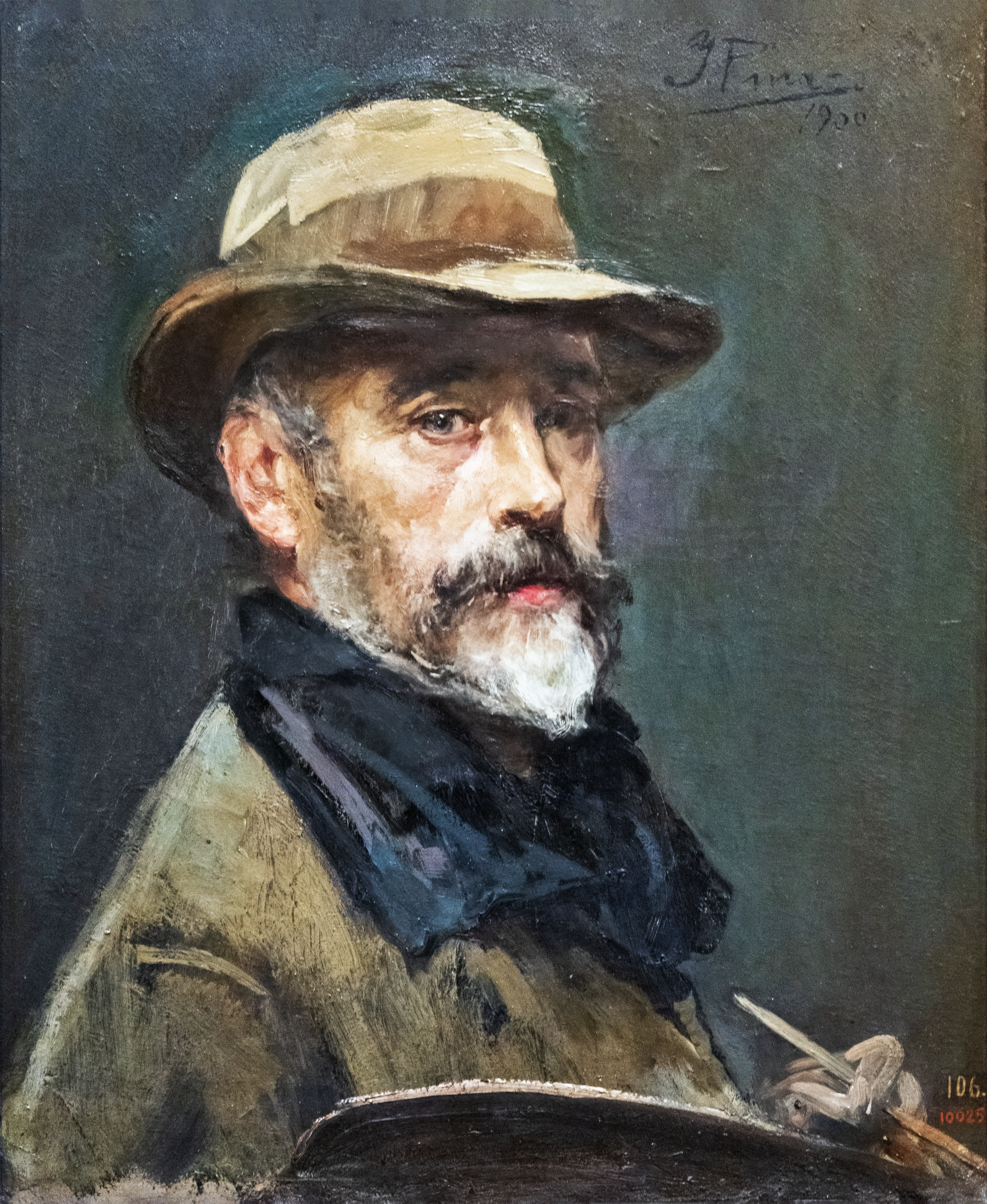
Autoritratto 1900
Ignacio Pinazo Camarlench

Ignacio Pinazo Camarlench (Valencia, 11 gennaio 1849 – Godella, 18 ottobre 1916) è stato un pittore spagnolo esponente di spicco della corrente impressionista in Spagna.

## Biografia
Di famiglia di modeste condizioni economiche, rimasto presto orfano di madre, dopo aver frequentato le scuole dell'obbligo fece svariati mestieri fra cui l'aiuto di un argentiere.
Alla morte del padre andò a vivere con i nonni ed ebbe la possibilità di frequentare l'Accademia di Belle Arti di San Carlo di Valencia, Spagna.
Espose per la prima volta a Barcellona nel 1871 all'Esposizione Nazionale. Due anni più tardi ebbe occasione di visitare Roma dove subì l'influenza di Marià Fortuny i Marsal. 
Ma furono il suo secondo soggiorno romano e i viaggi a Napoli e Venezia, ricchi di stimoli artistici di respiro europeo, fra il 1876 e il 1880, che contribuirono in modo determinante alla sua formazione artistica ormai completamente rinnovata nei temi e nello stile.
Al suo ritorno definitivo in patria abbandonò i convenzionali soggetti accademici storico-religiosi, prima prediletti, per dedicarsi a dipingere, già in stile impressionista, delicati nudi femminili e di bambini, paesaggi, e scenette familiari colte dalla quotidianità, anticipando così i generi e lo stile poi enfatizzati da Joaquín Sorolla.
Nonostante il suo carattere solitario e schivo divenne ben presto il pittore prediletto dell'aristocrazia valenciana e ottenne diversi importanti riconoscimenti e medaglie.
Dalla moglie Teresa Martinez Montfort ebbe due figli, Ignacio e José, che seguirono le orme del padre. 
Morì all'età di 67 anni il 18 ottobre 1916 a Godella un piccolo comune in provincia di Valencia.

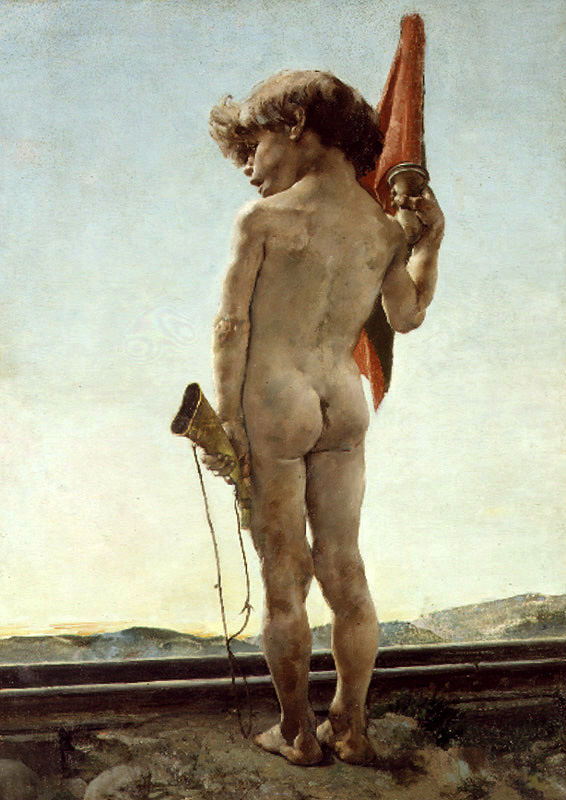
Il casellante 1877
Ignacio Pinazo Camarlench

## Alcune opere
- Sbarco di Francesco I a Valencia
- Le figlie del Cid – 1879
- Abdicazione del re Don Jaime I
- Il casellante – 1877
- Barca sulla spiaggia – 1890